# Василий Ломаченко — Энтони Кролла
Василий Ломаченко — Энтони Кролла — профессиональный боксёрский 12-раундовый поединок в лёгком весе за титулы чемпиона мира по версиям World Boxing Association Super, World Boxing Organisation и The Ring, которыми на момент поединка обладал Василий Ломаченко. Бой состоялся 12 апреля 2019 года на базе спортивного комплекса Staples Center в Лос-Анджелесе (США).
Поединок проходил с преимуществом Василия Ломаченко. В первых двух раундах он проводил «разведку», а в третьем раунде, после того, как провёл несколько безответных многоударных комбинаций, рефери отчитал «стоячий» нокдаун Кролле. Четвёртый раунд стал последним в этом поединке, менее чем через минуту после его начала Ломаченко пробил боковой удар с правой руки, нокаутировав оппонента.

## Предыстория
12 мая 2018 года Василий Ломаченко, который на тот момент был чемпионом мира по версии WBO в полулёгкой и второй полулёгкой весовых категориях победил венесуэльца Хорхе Линарес (44-3) и завоевал титулы чемпиона мира в лёгком весе по версиям WBA Super и журнала The Ring. В этом поединке Ломаченко травмировал плечо, после чего сделал полугодичный перерыв в карьере. Следующий свой поединок украинец провёл 8 декабря 2018 года против чемпиона мира по версии WBO Хосе Педрасы (25-1), победив того единогласным судейским решением.
12 апреля 2019 года чемпион мира по версиям WBA Super, WBO и журнала The Ring Василий Ломаченко должен был провести объединительный поединок против чемпиона мира по версии IBF Ричарда Комми (28-2), который завоевал титул в своём предыдущем поединке 2 февраля 2019 года против россиянина Исы Чинаева. Однако во время боя с Чинаевым Комми травмировал связку на правой руке и, в итоге, не мог выйти на ринг против Ломаченко в апреле. Следующим соперником Василия Ломаченко стал считаться британский боксёр Энтони Кролла, который на тот момент являлся обязательным претендентом по линии WBA.
До поединка с Ломаченко Кролла провёл 43 боя: 34 выиграл, 6 проиграл, а три боя завершились вничью. 18 июля 2015 года состоялся бой чемпиона мира по версии WBA Дарлейса Переса с претендентом Энтони Кроллой, который завершился ничьей. Однако в реванше, который состоялся в ноябре того же года, Кролла нокаутировал Переса в 5-м раунде и стал чемпионом по версии WBA. 24 сентября 2016 года Кролла проиграл по очкам венесуэльцу Хорхе Линаресу и утратил чемпионский титул. 25 марта 2017 года состоялся поединок-реванш между Линаресом и Кроллой, который завершился так же, как и первый бой. Затем Кролла провёл два рейтинговых поединка и 11 ноября 2018 года вышел на бой за статус обязательного претендента на титул чемпиона мира по версии WBA против индонезийца Дауда Йордана. Поединок «Кролла — Йордан» продлился все отведённые на него 12 раундов и завершился победой Кроллы единогласным судейским решением.
20 февраля 2019 года Эдди Хирн, промоутер Энтони Кроллы, написал в своём «Твиттере», что команды Кроллы и Ломаченко достигли договорённости и поединок состоится 12 апреля 2019 года в спортивном комплексе «Staples Center» в Лос-Анджелесе (США). По словам промоутера Василия Ломаченко Боба Арума, украинец мог бы провести поединок с другими соперниками, которые были «более интересные и презентабельные, чем Кролла». Однако если бы Ломаченко провёл поединок против другого соперника, то WBA лишила бы его своего титула.
Изначально планировалось, что официальное взвешивание боксёров перед поединком состоится 11 апреля в спортивном комплексе «Staples Center». Однако из-за поминальных служб перед похоронами рэпера Nipsey Hussle, которые должны были пройти там же, взвешивание прошло в конференц-центре «Los Angeles Convention Center». На взвешивании чемпион весил 60,963 кг, а его визави — 61,144 кг.

## Ход поединка
С самого начала поединка Кролла пытался боксировать «на отходе» и удерживать чемпиона на удобной для себя дальней дистанции. Ломаченко провёл большую часть первого раунда в разведке, но менее чем за минуту до окончания раунда он смог несколько раз попасть с левой руки в челюсть Кроллы. Во втором раунде, благодаря своей скорости, Ломаченко полностью завладел инициативой на ринге и стал доминировать над Кроллой, который не смог приспособиться к такому стилю ведения боя.
В третьем раунде украинец продолжил доминировать, менее чем через минуту после начала которого Кролла припустил трёх-ударную комбинацию в голову. После этого Кролла попытался маневрировать по рингу, но постоянно пропускал правый джеб (прямой удар) от Ломаченко. За полминуты до звука гонга Ломаченко зажал оппонента у канатов и пробил несколько безответных многоударных комбинаций. За 11 секунд до окончания раунда в поединок вмешался рефери поединка Джек Рейсс, который начал отсчёт «стоячего» нокдауна.
В четвёртом раунде ситуация не изменилась; Кролла продолжал боксировать «на отходе», а Ломаченко беспрерывно выбрасывал удары. Через 52 секунды после начала раунда Ломаченко пробил акцентированный хук (боковой удар) с правой руки и Кролла упал на настил ринга. Джек Рейсс остановил поединок, и победа нокаутом была присуждена Василию Ломаченко.

Огромный удар по моему эго. Люди потратили на меня кучу времени в тренировочном лагере. А я ничего так и не показал. Но он реально хорош. Честно? Он намного лучше, чем я предполагал— слова Энтони Кроллы после боя с Ломаченко
По данным компьютерной системы подсчёта ударов от Compubox, за поединок Ломаченко выпустил 249 ударов (112 ударов были выпущены правой рукой и 137 были выпущены левой рукой) и 72 из них дошли до цели (14 ударов с правой руки и 58 с левой), а Кролла выпустил 96 ударов (45 прямых ударов и 51 силовой удар), 12 из которых были точными (5 прямых ударов и 7 силовых).

## Андеркарт
Комментарий: Андеркарт — предварительные боксёрские бои перед основным поединком вечера.
В таблице перечислены результаты всех поединков боксёров.
В каждой строке указан результат поединка. Дополнительно номер поединка обозначен цветом, который обозначает итог поединка. Расшифровка обозначений и цветов представлена в нижеследующей таблице.
| Пример | Расшифровка                     |
| ------ | ------------------------------- |
|        | Победа                          |
|        | Ничья                           |
|        | Поражение                       |
|        | Планируемый поединок            |
|        | Поединок признан несостоявшимся |
| КО     | Нокаут                          |
| ТКО    | Технический нокаут              |
| PTS    | Решение судей (по очкам)        |
| UD     | Единогласное решение судей      |
| MD     | Решение большинства судей       |
| SD     | Раздельное решение судей        |
| RTD    | Отказ от продолжения боя        |
| DQ     | Дисквалификация                 |
| NC     | Поединок признан несостоявшимся |

| Боксёр                         | Итог боя  | Боксёр                          | Примечания                                                                        |
| ------------------------------ | --------- | ------------------------------- | --------------------------------------------------------------------------------- |
| Василий Ломаченко (12-1)       | KO4 (12)  | Энтони Кролла (36-6-3)          | Поединок за титулы чемпиона мира в лёгком весе по версиям WBA, WBO и The Ring.    |
| Хильберто Рамирес (39-0)       | RTD4 (10) | Томми Карпенси (29-6-1)         | Рейтинговый поединок в полутяжёлом весе.                                          |
| Арнольд Барбоза-младший (20-0) | KO3 (10)  | Майк Альварадо (40-4)           | Поединок за титул чемпиона по версии NABF Junior в первом полусреднем весе.       |
| Александр Беспутин (12-0)      | UD10 (10) | Альфредо Родольфо Бланко (20-7) | Поединок за титул чемпиона по версии USBA в полусреднем весе.                     |
| Жанибек Алимханулы (6-0)       | UD10 (10) | Кристиан Оливас (16-4)          | Поединок за титул чемпиона Американского континента в среднем весе по версии WBC. |
| Хосе Родригес (5-0)            | MD6 (6)   | Рамель Снегур (3-3-1)           | Рейтинговый поединок в полусреднем весе.                                          |
| Гвидо Вианелло (2-0)           | KO1 (6)   | Лоуренс Габриэль (3-1-1)        | Рейтинговый поединок в тяжёлом весе.                                              |
| Кристофер Завала (3-0)         | UD4 (4)   | Серхио Антонио Гонсалес (2-2)   | Рейтинговый поединок во втором полулёгком весе.                                   |
| Элвис Родригес (1-0)           | KO2 (4)   | Кевин Альфонсо Луна (1-2)       | Рейтинговый поединок в первом полусреднем весе.                                   |

## После боя
Вскоре после окончания поединка появилась версия о том, что Ломаченко, отправив Кроллу в нокаут, сломал себе руку. Однако менеджер украинца Эгис Климас заявил, что Ломаченко не сломал руку, а вывихнул кисть, и на восстановление ему понадобится три недели.
После поражения Кролла заявил, что бой против Ломаченко стал одним из последних в его профессиональной карьере. 2 ноября 2019 года Энтони Кролла победил решением большинства судей испанского боксёра Франка Уркиага (13-2-1, 1 КО), после чего завершил карьеру профессионального боксёра
20 июля 2019 года было официально объявлено, что Василий Ломаченко проведёт свой следующий поединок с британцем Люком Кэмпбеллом (20-2). В этом поединке, помимо принадлежащих Василию Ломаченко чемпионских титулов WBA Super, WBO и The Ring, был разыгран вакантный титул чемпиона мира по версии WBC. Бой «Ломаченко — Кэмпбелл» состоялся 31 августа 2019 года и завершился победой украинского боксёра единогласным судейским решением.

## Комментарии
1. ↑  Поединок Василия Ломаченко с Хорхе Линаресом состоялся 10 мая 2018 года и завершился победой Ломаченко техническим нокаутом в 10-м раунде.